# Han Shaogong
Han Shaogong (Pinyin: Hán Shàogōng; născut pe 1 ianuarie, 1953) este un scriitor chinez.

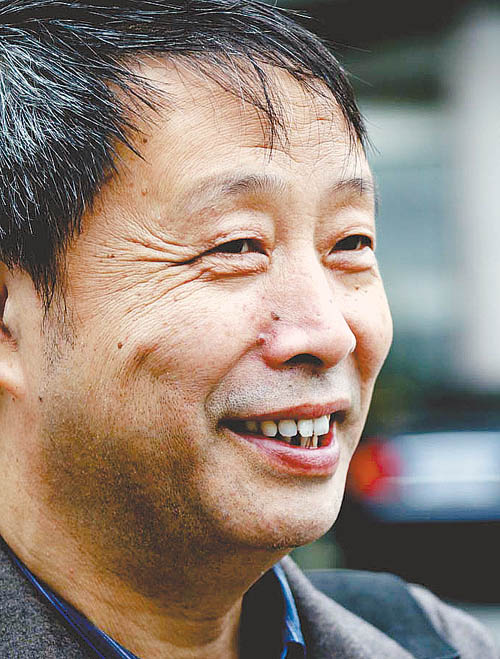

## Onoruri
- În 2011 Han a fost recompensat cu premiul Newman pentru literatură în chineză.

## Legături external
- Han Shaogong Wins 2011 Newman Prize for Chinese Literature Arhivat în 29 decembrie 2016, la Wayback Machine.
- Introduction to Han Shaogong
- Columbia University Press publicity page for A Dictionary of Maqiao
- Article about Intimations in Chinese Daily (in English)